# Krebscluster
Ein Krebscluster ist ein Cluster, d. h. eine überdurchschnittliche Häufung von Krebserkrankungen in einer Personengruppe, geografischen Region oder in einem Zeitraum. Ob ein Cluster zufällig, durch statistische Streuung entstanden ist oder ob er durch eine noch unbekannte Ursache hervorgerufen wurde, ist Forschungsaufgabe von Statistikern und oft Gegenstand der öffentlichen Diskussion.
Im Gegensatz zu der Darstellung in populären Filmen wie Erin Brockovich und A Civil Action sind Situationen, in denen chemische oder radioaktive Umweltverschmutzungen in der Allgemeinbevölkerung Krebscluster verursacht haben, in Wirklichkeit selten. Weitaus die meisten wissenschaftlich nachgewiesenen Ursache-Wirkungs-Beziehungen bei Krebshäufungen betreffen stattdessen berufliche Belastungen von Arbeitern, schädliche Verhaltensweisen (wie Tabakrauchen) oder karzinogene Medikamente. Umweltschäden konnten fast nur nach massiven Katastrophen mit gehäuften Krebserkrankungen der umliegenden Bevölkerung assoziiert werden, etwa nach der Nuklearkatastrophe von Tschernobyl, der Katastrophe von Bhopal oder dem Sevesounglück. Ein Gegenbeispiel, bei dem der von den Betroffenen selbst beobachtete Cluster von Leukämie bei Kindern letztlich zur Aufdeckung der zugrunde liegenden Industrieemission geführt hat, war 1972 der Leukämiecluster von Woburn (Massachusetts).
Die systematische Suche nach Krebsclustern ist erst mit der Einführung von nationalen epidemiologischen Krebsregistern möglich geworden. In den USA fällt sie in den Aufgabenbereich der Centers for Disease Control and Prevention; in Deutschland werten vor allem das Robert Koch-Institut und die Gesellschaft der epidemiologischen Krebsregister in Deutschland die (noch immer unvollständigen) Registerdaten auf nationaler Ebene aus. Zufällige Beobachtungen von Krebshäufungen sollten an diese Stellen gemeldet werden, um sie auf statistische Signifikanz prüfen zu lassen und ggf. eine Ursachensuche einzuleiten. Wissenschaftliche Untersuchungen an Krebsclustern sind schwierig, teuer, und bleiben oft ohne klares Ergebnis.
In der Öffentlichkeit sichtbare Expositionsquellen (Chemikalien und Industrieanlagen) werden initial oft als Auslöser verdächtigt, stellen sich letztendlich aber nur selten als solcher heraus. Der Cluster kann vorgetäuscht sein (vgl. Zielscheibenfehler, Clustering-Illusion), oder er wird durch eine andere als die offensichtliche Noxe verursacht. Krebs ist eine multifaktorielle Erkrankungs- und Todesursache mit bekannter Abhängigkeit von genetischen und die Lebensweise betreffenden Faktoren; auch Infektionen können ein regional und zeitlich auffälliges Verbreitungsmuster aufweisen.

## Historische Krebscluster
Historische Krebscluster sind oft durch die behandelnden Ärzte entdeckt worden. So beispielsweise Hodenkrebs bei Schornsteinfegern im 18. Jahrhundert durch Percivall Pott;
Osteosarkome bei den Zifferblattmalerinnen in Uhrenfabriken („Radium Girls“) in den 1920er Jahren durch den New Yorker Zahnarzt Theodor Blum; Hautkrebs bei Bauern 1712 durch Bernardino Ramazzini; Blasenkrebs bei Arbeitern, die in der Farbstoffindustrie bestimmten aromatischen Aminen ausgesetzt waren, durch den deutschen Arbeitsmediziner Mengellsdorf 1947, Leukämien und maligne Lymphome bei Chemiearbeitern, die im Kontakt mit Benzol waren, 1963 durch den russischen Arbeitsmediziner E. Tareeff.

## Krebscluster im Umkreis von kerntechnischen Anlagen
Mehrfach wurden Häufungen von Leukämie-Erkrankungen im Umkreis von kerntechnischen Anlagen beschrieben. Berüchtigt ist die britische Wiederaufarbeitungsanlage Windscale, wo sich 1957 der weltweit erste schwere Atomunfall ereignete (Windscale-Brand), bei dem freigesetzte Radionuklide teilweise sogar in Irland nachweisbar waren. Hunderte weitere, mehr oder weniger gravierenden Zwischenfälle sind in Sellafield seither bekannt geworden. 1984 stellte man fest, dass die Zahl der Leukämieerkrankungen in der Umgebung des Atomkomplexes um etwa das Zehnfache über dem Landesdurchschnitt liegt. 1997 fanden britische Forscher Plutonium in den Zähnen von Kindern und Jugendlichen.
Viele Studien haben mögliche Ursachen für Cluster bei Sellafield und anderen Nuklearanlagen untersucht. Im Fokus stand zunächst die Strahlung, die mit den Aktivitäten der Anlagen in Verbindung gebracht wurde. Die Ergebnisse zeigen, dass die Strahlendosen aus geplanten Freisetzungen zu gering waren, um die beobachteten Fälle von Leukämie bei Kindern zu erklären. Auch die unabsichtlichen Freisetzungen aus der Sellafield-Anlage werden als unwahrscheinliche Ursache angesehen. Verschiedene Mechanismen im Zusammenhang mit Strahlung wurden analysiert und ausgeschlossen. Obwohl keine eindeutige Erklärung für das Leukämie-Cluster in Sellafield gefunden wurde, wird als eine plausible Hypothese angesehen, dass in neu zusammengesetzten Gemeinschaften Infektionen auf anfällige Personen übertragen werden und in seltenen Fällen Leukämie auslösen können.
Über den sogenannten Leukämiecluster Elbmarsch wird in Deutschland seit 1991 intensiv debattiert. Im Gemeindegebiet Elbmarsch (Niedersachsen) und des benachbarten Geesthachts (Schleswig-Holstein), nahe dem Kernkraftwerk Krümmel, waren in den Jahren ab 1986 19 Kinder an Leukämie erkrankt, vier von ihnen gestorben. Auf Initiative eines örtlichen Kinderarztes bildete sich eine Bürgerinitiative, die Nachforschungen erzwang. In der Folge führte das Deutsche Kinderkrebsregister (Mainz) eine bundesweite Langzeiterhebung kindlicher Krebserkrankungen (KiKK-Studie) durch. Diese Studie und darauf bezugnehmend die Strahlenschutzkommission kamen 2008 zu dem Ergebnis, eine erhöhte radioaktive Belastung des Gebietes sei nicht nachweisbar und der Cluster sei zwar real, aber nicht erklärbar.

## Liste bekannter Krebscluster
| Nordamerika     | Nordamerika                               | Nordamerika                                                                                          | Nordamerika      | Nordamerika | Nordamerika                                         |
| Zeitraum        | Erkrankung                                | Ort                                                                                                  | Anzahl           | Ursache | Quellen                                             |
| --------------- | ----------------------------------------- | --- | ---------------- | --- | --------------------------------------------------- |
| 1917–1927       | Osteosarkom                               | New Jersey, Connecticut, Illinois                                                                    | 86               | Radium | [ Beleg 1 ] [ Beleg 2 ]                             |
| 1938–1971       | Adenokarzinom                             | Vereinigte Staaten                                                                                   | 750              | Diethylstilbestrol                                                                                                   | [ Beleg 3 ] [ Beleg 4 ]                             |
| 1963–1999       | Lungenkrebs, Mesotheliom                  | Libby (Montana)                                                                                      | 56               | Tremolit | [ Beleg 5 ]                                         |
| 1967–1973       | Leber-Angiosarkom (Hämangiosarkom)        | Louisville (Kentucky)                                                                                | 4                | Vinylchlorid-Monomer                                                                                                 | [ Beleg 6 ]                                         |
| 1968–1995       | Leukämie, Lymphom                         | Camp Lejeune, North Carolina                                                                         | 13 Anm.          | Trichlorethen 1,2-Dichlorethen Tetrachlorethen Methylenchlorid Vinylchlorid                                          | [ Beleg 7 ] [ Beleg 8 ]                             |
| 1973–1982       | Hirntumor, Krebs des Zentralnervensystems | Cooke County (Texas)                                                                                 | 16–29            | Unbekannt | [ Beleg 9 ]                                         |
| 1979–1996       | Hirntumor, Krebs des Zentralnervensystems | Toms River (New Jersey)                                                                              | 90+              | Styrol-Acrylnitril-Trimer                                                                                            | [ Beleg 10 ] [ Beleg 11 ] [ Beleg 12 ]              |
| 1981–1986       | Leukämie                                  | Woburn (Massachusetts)                                                                               | 21               | Chloroform Tetrachlorethen Trichlorethen 1,2-Dichlorethen Arsen                                                      | [ Beleg 13 ] [ Beleg 14 ]                           |
| 1982–1984       | Hodenkrebs                                | Fulton County (New York)                                                                             | 3                | Dimethylformamid (DMF) 2-Ethoxyethanol 2-Ethoxyethylacetat 2-Butoxyethanol                                           | [ Beleg 15 ]                                        |
| 1987–1999       | Hirntumor, Leukämie, Lymphom              | Wilmington (Massachusetts)                                                                           | 20               | Unbekannt Dimethylnitrosamin (NDMA)                                                                                  | [ Beleg 16 ] [ Beleg 17 ] [ Beleg 18 ]              |
| 1997–2002       | Leukämie, Rhabdomyosarkom                 | Fallon (Nevada)                                                                                      | 17               | Unbekannt Wolfram Arsen Chlorpyrifos DDE Benzol in Flugzeugstreibstoff                                               | [ Beleg 19 ] [ Beleg 20 ] [ Beleg 21 ] [ Beleg 22 ] |
| 1996–2006       | Leukämie, Hirntumor, Lymphom              | Clyde (Ohio)                                                                                         | 35, meist Kinder | Unbekannt | [ Beleg 23 ]                                        |
| 1953–2010       | zahlreiche Krebsarten                     | Shannon (Quebec)                                                                                     | 400              | Trichlorethen | [ Beleg 24 ] [ Beleg 25 ]                           |
| Europa          |                                           | |                  | |                                                     |
| Zeitraum        | Erkrankung                                | Ort                                                                                                  | Anzahl           | Ursache | Quellen                                             |
| 1968–1995       | Leukämie                                  | Seascale, Sellafield, England                                                                        | 9                | Unsicher Studien zeigen eine Korrelation mit Strahlenexposition des Vaters vor der Zeugung an                        | [ Beleg 26 ] [ Beleg 27 ]                           |
| 1978–1993       | Leukämie                                  | La Hague, Normandie, Frankreich                                                                      | 27               | Unbekannt (spekuliert: Tritium)                                                                                      | [ Beleg 28 ] [ Beleg 29 ]                           |
| 1980er          | Leukämie, Hirntumor                       | Melton, East Riding of Yorkshire, England                                                            | 13               | Unbewiesene Verbindung zum Capper-Pass-Hüttenwerk in Melton; Polonium 210, Blei, Arsen und weiteren Metallemissionen | [ Beleg 30 ] [ Beleg 31 ] [ Beleg 32 ] [ Beleg 33 ] |
| 1990–2003       | Leukämie                                  | Samtgemeinde Elbmarsch, Niedersachsen und Krümmel bzw. Geesthacht, Schleswig-Holstein in Deutschland | 16               | Unbekannt | [ Beleg 34 ] [ Beleg 35 ] [ Beleg 36 ]              |
| Indien          |                                           | |                  | |                                                     |
| Zeitraum        | Erkrankung                                | Ort                                                                                                  | Anzahl           | Ursache | Quellen                                             |
| mittlere 1980er | Hautveränderungen, Arsenikose             | Westbengalen, Indien                                                                                 | Unbekannt        | Arsen | [ Beleg 37 ]                                        |